# 六日町自動車学校
株式会社六日町自動車学校（むいかまちじどうしゃがっこう）は、新潟県南魚沼市にある指定自動車教習所を運営する企業である。

## 教習車種
- 普通自動車（MT・AT）
- 準中型自動車
- 中型自動車（2007年6月迄の旧免許制度時代は大型自動車）
- 大型自動車
- 大型特殊自動車
- 普通自動二輪車
- 大型自動二輪車
- けん引自動車

## 指定講習機関及び委託講習
- 初心運転者講習（普通自動車・自動二輪車）
- 高齢者講習
- 介護施設運転者向け運転講習
- 団体向け安全運転講習
- 雪道安全運転講習　　他

## その他
大型自動車、けん引自動車は魚沼・十日町地区で唯一教習している。